# Tadg mac Toirdhealbhaigh Ruaidh
Tadg mac Toirdhealbhaigh Ruaidh  (mort le 18 août 1464) est Co-roi de Connacht et 2e chef de la lignée des Ua Conchobhair Ruadh de 1439 à 1464.

## Origine
Tadg mac Toirdhealbhaigh Ruaidh est le 2e fils de Toirdhealbhach Ruadh mac Aodha meic Feidhlimidh Ua Conchobhair Ruadh.

## Règne
Après la mort en 1439 de Cathal mac Ruaidhrí, comme roi incontesté du Connacht en 1426, son cousin Aodh mac Toirdhealbhaigh Óig Ua Conchobhair Donn est reconnu « Ua Conchobair ou Ó Connor » c'est-à-dire chef du clan par Brian mac Domnhaill Conchobhair Sligigh ( O'Conor Sligo) alors que Tadhg mac Toirdhealbhaigh Ruaidh de la lignée Ua Conchobhair Ruaidh, l'est par les descendants de Felim mac Aeda Ua Conchobair. Le conflit entre les deux branches des Ua Conchobhair initier en 1384 se poursuit dans le  Connacht 
Après la mort paisible en 1461 d'Aodh mac Toirdhealbhaigh Óig Tadhg mac Toirdhealbhaigh Ruaidh doit partager la co-régence du Connacht avec Feidhlimidh Geangcach mac Toirdhealbhaigh Óig le frère cadet de Aodh des Ua Conchobhair Donn, mais aussi avec un concurrent issu des Ua Conchobhair Ruaidh en la personne de son propre neveu Brian mac Briain Bhallaigh qui est déposé dès 1462 
Tadg Ua Conchobhair Ruadh, demi-roi de Connacht, meurt un samedi après la fête de la Vierge Marie en automne et est inhumé à Roscommon selon les Annales des quatre maîtres par : les descendants de Cathal Crobderg et les gens du Síl Muiredaig, avec pompe et dignité comme aucun autre roi de la lignée de Cathal Crobderg avant lui depuis bien longtemps ; il était accompagné de ses cavaliers et de ses Gallowglass en amure qui entouraient son corps et marchaient en ordre de bataille, les poètes les artistes et les femmes du Sil Murray suivaient en une foule innombrable comme les officiants de l'église pour les funérailles de cet Ard ri... 

## Postérité
Tadg laisse trois fils
- Feidhlimidh Fionn mac Taidhg &
- Cathal Ruadh mac Taidhg qui seront successivement co-rois de Connacht en concurrence avec Feidhlimidh Geangcach.
- Diarmaid tánaiste mort en 1488

## Sources
- (en) T.W Moody, F.X. Martin, F.J. Byrne A New History of Ireland IX Maps, Genealogies, Lists. A companion to Irish History part II. Oxford University Press réédition 2011  (ISBN 9780199593064). « O'Connors Ó Conchobhair Kings of Connacht 1183-1474  » p. 223-225 et généalogie n°28 et 29 (a)  p. 158-159.
- (en) Art Cosgrove, A New History of Irland, Volume II  Medieval Ireland 1169-1534, Oxford, Oxford University Press, 2008, 1066 p. (ISBN 978-0-19-953970-3), p. 576-579 chapitre XX Ireland beyond Pale 1399-1460 :   Connacht: O’ Conchobhair Donn versus O’ Conchobhair Ruadh